# أثر جائحة فيروس كورونا على المستشفيات

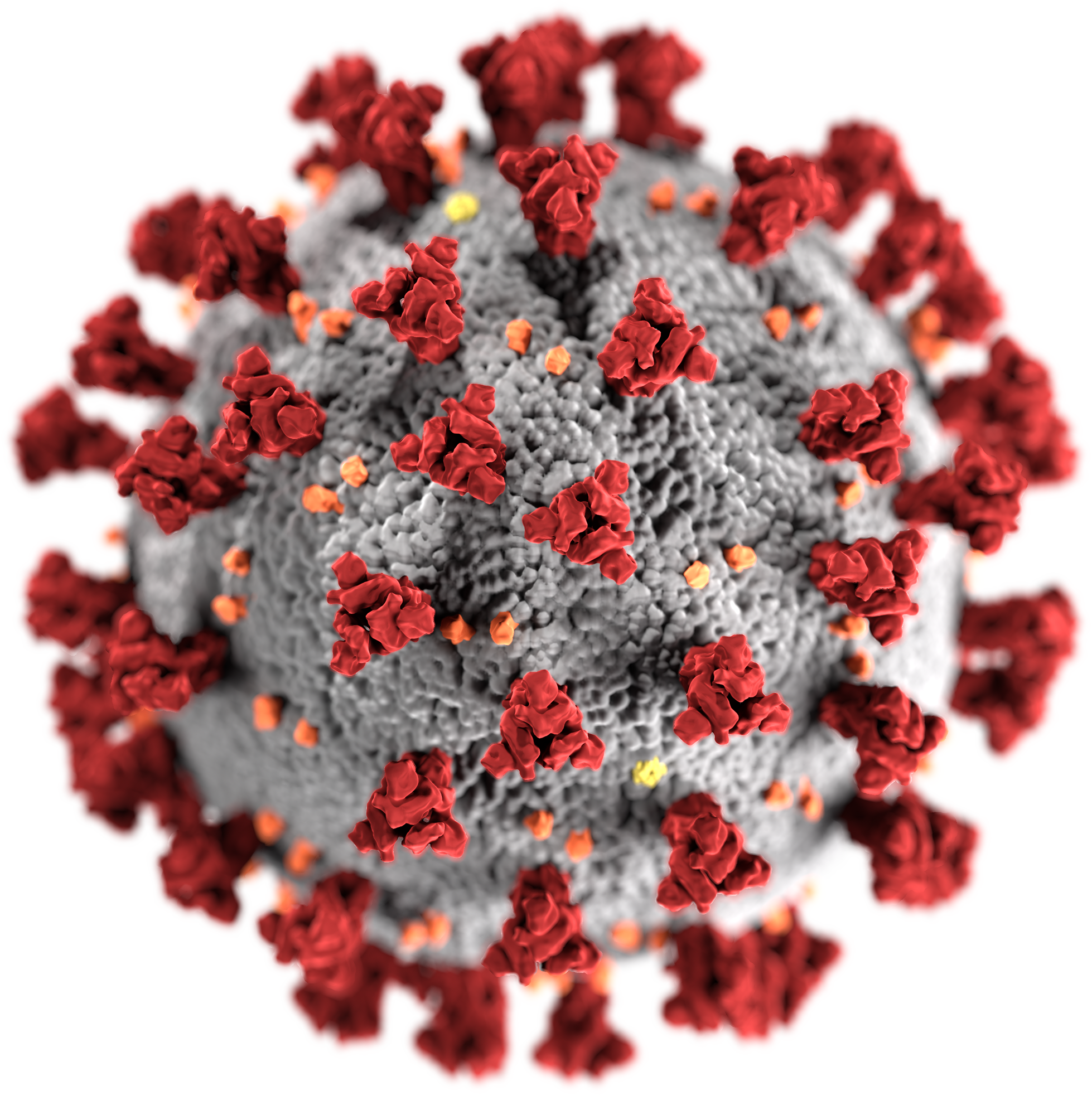

أثرت جائحة كوفيد-19 على المستشفيات في جميع أنحاء العالم .ووفقا للأطباء في طوكيو واليابان فإن اعلان حالة الطوارئ ليست كافية لايقاف أزمة انتشار جائحة كورونا. تأثرت المستشفيات في الولايات المتحدة الأمريكية على الصعيد المالي والصحي .أصدرت الحكومة الفيدرالية قانون الرعاية والذي يتم من خلاله إعطاء 30 مليار دولار للمستشفيات في جميع أنحاء البلاد. قامت الصين ببناء مستشفيات جديدة  بشكل سريع للتمكن من استيعاب عدد كبير من الأسِرّة.